# Archive of Our Own
Archive of Our Own (thường được viết tắt là AO3) là kho lưu trữ mã nguồn mở phi lợi nhuận dành cho fan fiction và các fanwork khác do người dùng đóng góp. Trang web được tạo ra vào năm 2008 bởi tổ chức Organization for Transformative Works và đi vào giai đoạn open beta vào năm 2009. Tính đến  ngày 28 tháng 11 năm 2022, Archive of Our Own lưu trữ 10,220,000 tác phẩm trong hơn 54,020 cộng đồng người hâm mộ. Trang web đã nhận được sự đón nhận tích cực về cách quản lý, tổ chức và thiết kế, hầu hết được thực hiện bởi độc giả và người viết fan fiction.

## Lịch sử và hoạt động
Vào năm 2007, một trang web có tên FanLib đã được tạo ra với mục tiêu kiếm tiền từ fan fiction. Fan fiction chủ yếu do phụ nữ viết, và FanLib hoàn toàn do nam giới điều hành, nên đã bị chỉ trích. Điều này cuối cùng đã dẫn đến việc thành lập tổ chức phi lợi nhuận Organization for Transformative Works (OTW) nhằm tìm cách ghi lại và lưu trữ các tác phẩm và văn hóa của người hâm mộ. OTW đã tạo Archive of Our Own (viết tắt là AO3) vào tháng 10 năm 2008 và nó đi vào giai đoạn open beta vào ngày 14 tháng 11 năm 2009. Tên của trang web bắt nguồn từ một bài đăng trên blog của nhà văn Naomi Novik khi phản hồi về việc FanLib không quan tâm đến việc thúc đẩy một cộng đồng hâm mộ, đã kêu gọi thành lập "An Archive of One's Own." Tên được lấy cảm hứng từ bài tiểu luận A Room of One's Own của Virginia Woolf, trong đó Woolf nói rằng một nhà văn cần không gian, thời gian và tài nguyên để tạo ra một tác phẩm. AO3 chủ yếu được định nghĩa là một kho lưu trữ chứ không phải một cộng đồng mạng.
Đến năm 2013, chi phí hàng năm của trang web là khoảng 70000 đô la. Các tác giả fan fiction từ trang này đã tổ chức một cuộc đấu giá qua Tumblr vào năm đó để gây quỹ cho Archive of Our Own, mang về 16729 đô la bằng cách cung cấp các tác phẩm gốc cho những người đặt giá thầu. Vào năm 2018, chi phí của trang web được dự trù vào khoảng 260000 đô la.
Archive of Our Own chạy trên mã nguồn mở được lập trình gần như độc quyền bởi các tình nguyện viên trên web framework Ruby on Rails. Các nhà phát triển của trang web cho phép người dùng gửi yêu cầu về các tính năng trên trang web thông qua trang tổng quan Jira. AO3 có khoảng 700 tình nguyện viên giúp đỡ tổ chức bằng cách làm việc trong các ủy ban tình nguyện. Mỗi ủy ban này, bao gồm Tài liệu AO3, Truyền thông, Chính sách & Lạm dụng và Sắp xếp lại Tag, quản lý một phần của trang web.

## Tính năng
Archive of Our Own cho phép người viết xuất bản bất kỳ nội dung nào, miễn là nội dung đó hợp pháp. Quy tắc này được tạo ra như một phản ứng đối với chính sách của các trang web lưu trữ fan fiction nổi tiếng khác như LiveJournal, đã có lúc bắt đầu xóa tài khoản của những người viết fic viết những gì trang web coi là nội dung khiêu dâm và FanFiction.net, không cho phép nhiều loại truyện bao gồm bất kỳ loại truyện nào bao gồm các nhân vật ban đầu được tạo bởi các tác giả không ủng hộ fan fiction.
Archive of Our Own cho phép người dùng xếp hạng truyện của họ theo độ tuổi độc giả dự định ("Dành cho mọi lứa tuổi", "Tuổi teen trở lên", "Trưởng thành", và "Khiêu dâm"), theo mối quan hệ nhân vật, và theo xu hướng tình dục và kết cặp của các nhân vật trong truyện ("Nữ/Nữ", "Nam/Nam", "Nữ/Nam", "Đa ái", "Khác", và "Chung"). Kho lưu trữ cũng yêu cầu người viết cung cấp cảnh báo nội dung có thể áp dụng cho tác phẩm của họ ("Hình ảnh mô tả bạo lực", "Cái chết của nhân vật quan trọng", "Hiếp dâm/Tình dục không đồng ý", và "Vị thành niên").
Các tác phẩm trên Archive of Our Own có thể được sắp xếp thành các danh mục và được gắn tag dựa trên các yếu tố của câu truyện, bao gồm các nhân vật và ship liên quan, cũng như các tag cụ thể khác. Khoảng 300 tình nguyện viên được gọi là "những người sắp xếp lại tag" kết nối các tag đồng nghĩa một cách thủ công nhằm hỗ trợ hệ thống tìm kiếm của trang web, ví dụ như cho phép nó hiểu "nàng tiên cá", "người cá nam", và "người cá" là thành phần của tag "người cá". Sau đó, người dùng của trang web có thể tìm kiếm các tác phẩm dựa trên tag, fandom, xếp hạng,... trong một hệ thống phân loại bằng từ khóa chọn lọc.
Độc giả có thể cho truyện các kudo, có chức năng tương tự như lượt thích hoặc trái tim trên các trang web khác; kudo là vĩnh viễn và không thể lấy lại được. Người đọc cũng có thể để lại nhận xét và đặt dấu trang công khai hoặc riêng tư.
Trang web không yêu cầu người dùng đăng ký bằng tên hợp pháp của họ và cho phép sử dụng tên người dùng. Ngoài ra, người dùng có thể tự nhận dạng mình bằng một hoặc nhiều bút danh, được gọi ngắn gọn là "pseuds", được liên kết với tài khoản chính của họ.

## Nội dung
Archive of Our Own duy trì chính sách "bao hàm tối đa" và kiểm duyệt nội dung ở mức tối thiểu, nghĩa là họ không quy định loại tác phẩm nào có thể được đăng lên kho lưu trữ. Sự cởi mở này đã dẫn đến việc lưu trữ nội dung gây tranh cãi bao gồm các tác phẩm mô tả hành vi hiếp dâm, loạn luân, và ái nhi. Theo Chủ tịch Chính sách và Lạm dụng của AO3 Matty Bowers, một phần nhỏ (1,150) câu chuyện được gửi tới kho lưu trữ đã bị người dùng gắn cờ là "xúc phạm". Stacey Lantagne, tình nguyện viên của Ủy ban Pháp lý của Organization for Transformative Works đã nói rằng: "Nhiệm vụ của OTW là ủng hộ thay mặt cho các tác phẩm chuyển đổi, không chỉ những tác phẩm chúng tôi thích." Thông qua dự án Open Doors của OTW, ra mắt vào năm 2012, các câu chuyện từ kho lưu trữ fic cũ và không còn tồn tại được đưa vào vào Archive of Our Own với mục đích lưu giữ lịch sử cộng đồng người hâm mộ. Trang web cũng mở cửa cho nội dung gốc và không phải là fan fiction, lưu trữ hơn 185000 tác phẩm gốc như vậy tính đến  ngày 25 tháng 10 năm 2022.
AO3 đã đạt một triệu tác phẩm (bao gồm truyện, tác phẩm nghệ thuật và bản ghi podcast fic, thường được gọi là podfic) vào tháng 2 năm 2014. Vào thời điểm đó, trang web đã lưu trữ các tác phẩm đại diện cho 14,353 cộng đồng người hâm mộ, trong đó lớn nhất là Vũ trụ Điện ảnh Marvel (MCU), Supernatural, Sherlock, và Harry Potter. Vào tháng 7 năm 2019, đã được công bố rằng trang web đã có 2 triệu người dùng đã đăng ký và 5 triệu tác phẩm đã đăng. Trong số top 100 kết cặp nhân vật được viết nhiều nhất trong fic trên trang web vào năm 2014, 71 là slash fiction nam/nam và phần lớn các cặp nhân vật đều có các nhân vật da trắng. Vào năm 2016, khoảng 14% fic lưu trữ trên trang diễn ra trong một vũ trụ khác (thường được viết tắt là AU) trong đó các nhân vật từ một vũ trụ cụ thể được ghép vào một bối cảnh khác. Độ dài của một câu chuyện có xu hướng tương quan với mức độ phổ biến của nó. Những câu chuyện dài 1.000 từ thường nhận được trung bình ít hơn 150 lượt truy cập trong khi những câu chuyện dài gần bằng tiểu thuyết được truy cập gần 1.500 lần mỗi câu chuyện.

## Tiếp nhận
Vào năm 2012, Aja Romano và Gavia Baker-Whitelaw của The Daily Dot đã mô tả Archive of Our Own như là "nền móng của cộng đồng fanfic," viết rằng nó lưu trữ nội dung mà các trang web khác như FanFiction.net và Wattpad cho là không phù hợp và dễ điều hướng hơn so với Tumblr.
Time đã liệt kê Archive of Our Own là một trong 50 trang web tốt nhất năm 2013, mô tả nó là "kho lưu trữ fan fiction phi lợi nhuận được chọn lọc cẩn thận, sắp xếp hợp lý, dễ duyệt và tìm kiếm nhất trên Web".
Theo Casey Fiesler, Shannon Morrison và Amy S. Bruckman, Archive of Our Own là một ví dụ hiếm hoi về thiết kế nhạy cảm với giá trị được phát triển và mã hóa bởi đối tượng mục tiêu của nó, cụ thể là các nhà văn và độc giả của fan fiction. Họ viết rằng trang web đóng vai trò hiện thực hóa HCI nữ quyền (một lĩnh vực của tương tác người–máy) trong thực tế, mặc dù thực tế là các nhà phát triển của Archive of Our Own đã không biết các nguyên tắc HCI nữ quyền khi thiết kế trang web.
Vào năm 2019, Archive of Our Own đã được trao giải Hugo ở hạng mục Tác phẩm liên quan hay nhất, một hạng mục có mục đích công nhận tác phẩm liên quan đến khoa học viễn tưởng đáng chú ý vì những lý do khác ngoài văn bản hư cấu. Fiesler đã viết một cách tích cực về đề cử: "...đề cử của nó báo hiệu một sự tôn trọng lớn hơn đối với cả fan fiction với tư cách là một loại hình nghệ thuật cũng như đối với những người sáng tạo và người dùng của nền tảng đáng chú ý này. Đó là sự công nhận sức mạnh của những không gian và tiếng nói đa dạng đã bị gạt ra ngoài lề trong một thời gian dài—cả trong thể loại tiểu thuyết và điện toán."

## Tranh cãi Tiêu Chiến
Vào ngày 29 tháng 2 năm 2020, Archive of Our Own đã bị chặn ở Trung Quốc, sau khi những người hâm mộ nam diễn viên Trung Quốc Tiêu Chiến báo cáo trang web lưu trữ một cuốn fan fiction và các bản phác thảo khiêu dâm. Việc cấm trang web đã dẫn đến một số sự cố và tranh cãi trực tuyến, trong ngành giải trí Trung Quốc, cũng như các doanh nghiệp chuyên nghiệp, do phản ứng dữ dội từ người dùng Trung Quốc đại lục của Archive of Our Own. Người dùng kêu gọi tẩy chay Tiêu Chiến, người hâm mộ của anh, các sản phẩm được quảng cáo bởi anh, các thương hiệu xa xỉ và những người Trung Quốc nổi tiếng khác có liên quan đến nam diễn viên.